# Dömmaskäret (vid Hitis, Kimitoön)
Dömmaskäret är en ö i Finland.   Den ligger i kommunen Kimitoön i den ekonomiska regionen  Åboland  och landskapet Egentliga Finland, i den södra delen av landet, 140 km väster om huvudstaden Helsingfors.
Dömmaskäret ligger öster om Rosalalandet. Sundet till det intilliggande Tistronskäret är grunt och delvis igenväxt.